# Burgstall Diepoltskirchen
Der Burgstall Diepoltskirchen bezeichnet eine abgegangene Höhenburg in Diepoltskirchen, einem Gemeindeteil der niederbayerischen Gemeinde Falkenberg im Landkreis Rottal-Inn. Die Anlage wird als Bodendenkmal unter der Aktennummer D-2-7542-0118 als „Burgstall des hohen oder späten Mittelalters“ geführt.

## Beschreibung
Der Burgstall lag auf einem zum Rimbach vorstoßenden Bergrücken, etwa 10 m höher als der Flussverlauf, und 140 nördlich der Wallfahrtskirche St. Valentin in Diepoltskirchen. Hier wurden Reste einer Burg gefunden. Der Burgplatz ist heute durch rezente Wohnhäuser vollständig überbaut.

## Geschichte
Diepoltskirchen gehörte 1752 (und auch heute) zum Landkreis Eggenfelden und zur Obmannschaft Falkenberg und unterstand dem Wittelsbachschen Landesherrn; damals waren in Diepoltskirchen 37 Anwesen ausgewiesen, die teilweise zum Kasten Eggenfelden zinsbar waren. Der Name erinnert an die Diepoldinger, deren Erbe  1238 an die Wittelsbacher fiel. wobei hier ein Auseinanderfallen zwischen dem Patronym und dem Kirchenpatron festzustellen ist. Die Pfarrei Diepoltskirchen gehörte 1614 zur Pfarre Falkenberg im Bistum Regensburg. Für das Kloster Seligenthal wird am 1. Mai 1438 Besitz in Diepoltskirchen ausgewiesen, der zuvor einem Prapeck gehört hatte. In Diepoltskirchen wird ein Burglehen angenommen. Unter den Gemeinden des Landgerichtes Eggenfelden wurden 1823 ein Diepoltskirchen I und ein Diepoltskirchen II unterschieden, wobei sich Letzteres auf den „Burgmayr auf der Gmain“ bezog, das aber 1964 zu Oberhöft umgemeindet wurde.